# Louga (region)

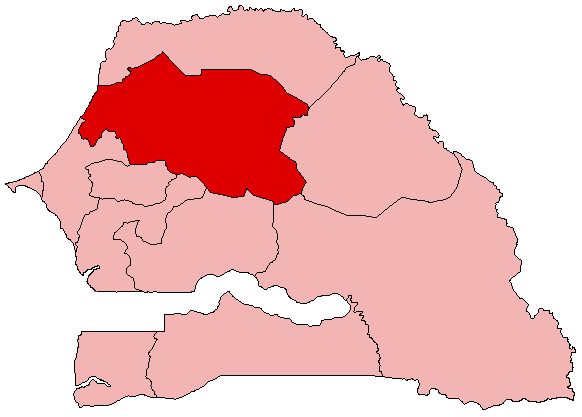
Poloha regionu Louga na mapě Senegalu

Louga je regionem, který se nachází v severozápadním Senegalu. Sousedí s regiony Diourbel Fatick, Kaolack,Matam, Saint-Louis, Tambacounda a Thiés. Rozloha regionu činí 29 188 km2, žije zde 677 533 obyvatel. Hustota zalidnění je 23,2 obyv./km2.
Hlavní město regionu se jmenuje Louga. Samotný region je tvořen třemi departmenty:
- Kébémer
- Linguére
- Louga